# São Domingos do Prata
São Domingos do Prata is een gemeente in de Braziliaanse deelstaat Minas Gerais. De gemeente telt 17.857 inwoners (schatting 2009).

## Aangrenzende gemeenten
De gemeente grenst aan Alvinópolis, Antônio Dias, Bela Vista de Minas, Dionísio, Dom Silvério, Jaguaraçu, Marliéria, Nova Era, Rio Piracicaba, São José do Goiabal en Sem-Peixe.